# Episodi di Due come noi (quinta stagione)
La quinta stagione della serie televisiva Due come noi è stata trasmessa in anteprima negli Stati Uniti d'America dalla CBS tra il 18 settembre 1991 e il 6 maggio 1992.
| nº | Titolo originale               | Titolo italiano | Prima TV USA      | Prima TV Italia |
| -- | ------------------------------ | --------------- | ----------------- | --------------- |
| 1  | Where or When (Part 1)         |                 | 18 settembre 1991 |                 |
| 2  | Where or When (Part 2)         |                 | 25 settembre 1991 |                 |
| 3  | Street of Dreams               |                 | 30 ottobre 1991   |                 |
| 4  | I'll Never Be the Same         |                 | 6 novembre 1991   |                 |
| 5  | I Could Write a Book           |                 | 13 novembre 1991  |                 |
| 6  | Two Different Worlds           |                 | 20 novembre 1991  |                 |
| 7  | Every Time We Say Goodbye      |                 | 11 dicembre 1991  |                 |
| 8  | Come Along with Me             |                 | 18 dicembre 1991  |                 |
| 9  | Last Dance                     |                 | 1º gennaio 1992   |                 |
| 10 | Come Closer to Me              |                 | 8 gennaio 1992    |                 |
| 11 | Since I Fell for You           |                 | 15 gennaio 1992   |                 |
| 12 | Just You, Just Me              |                 | 22 gennaio 1992   |                 |
| 13 | Stormy Weather (Part 1)        |                 | 29 gennaio 1992   |                 |
| 14 | Stormy Weather (Part 2)        |                 | 5 febbraio 1992   |                 |
| 15 | You'll Never Know              |                 | 26 febbraio 1992  |                 |
| 16 | There'll Be Some Changes Made  |                 | 11 marzo 1992     |                 |
| 17 | Pennies from Heaven            |                 | 18 marzo 1992     |                 |
| 18 | I Can't Believe I'm Losing You |                 | 25 marzo 1992     |                 |
| 19 | All Through the Night          |                 | 1º aprile 1992    |                 |
| 20 | Ain't Misbehavin'              |                 | 8 aprile 1992     |                 |
| 21 | Nightmare                      |                 | 22 aprile 1992    |                 |
| 22 | Mickey Daytona                 |                 | 6 maggio 1992     |                 |